# Furiosa : Une saga Mad Max
Cet article concerne le film. Pour le personnage, voir Furiosa.
Série Mad Max
Mad Max: Fury Road
(2015)
Pour plus de détails, voir Fiche technique et Distribution.
Furiosa : Une saga Mad Max (Furiosa: A Mad Max Saga) est un film de science-fiction australo-américain co-écrit et réalisé par George Miller, sorti en 2024.
C'est la cinquième itération de la franchise Mad Max créée par Miller et Byron Kennedy. Centré sur le personnage de Furiosa, le film est à la fois une préquelle et un spin-off de Mad Max: Fury Road (2015). L'actrice Anya Taylor-Joy succède à Charlize Theron dans le rôle-titre.
Alors que le monde s'écroule, la jeune Furiosa est arrachée de la Terre Verte des Vuvalini et tombe entre les mains d'une grande horde de motards dirigée par le seigneur de guerre Dementus. En parcourant les Terres Désolées, ils tombent sur la Citadelle présidée par Immortan Joe. Alors que les deux tyrans se font la guerre pour la domination, Furiosa doit survivre à de nombreuses épreuves pour trouver le moyen de rentrer chez elle.
Le film est présenté en avant-première mondiale « hors compétition » au Festival de Cannes 2024.

## Synopsis
Après l'effondrement de la civilisation humaine en Australie, les Vuvalini, une communauté de femmes dont fait partie la jeune Furiosa parvient à préserver un semblant d’harmonie dans une oasis nommée la Terre Verte. Alors qu’elle cueille des pêches avec son amie Valkyrie, Furiosa découvre un groupe de pillards en train de dépecer un cheval. Consciente que ces intrus reviendront en force, compte tenu des riches ressources de l'endroit qu'ils qualifient de "terre d'abondance", elle sabote l’une de leurs motos. Repérée, elle est capturée, non sans avoir eu le temps de donner l’alerte. Sa mère, Bassa, se lance immédiatement à sa poursuite et parvient à éliminer l'intégralité du groupe à l'exception du dernier homme qui réussit à atteindre le campement du groupe de motards auquel il appartient. Furiosa est alors introduite auprès du seigneur de guerre Dementus, chef du camp et leader de la "Horde des Bikers". Elle est ainsi livrée à ce chef brutal, qui cherche à localiser la Terre Verte. Mais le dernier pillard Pustule, grièvement blessé par Furiosa, meurt avant d’avoir pu révéler quoi que ce soit. Dementus décide alors de garder la jeune fille dans l’espoir qu’elle trahisse un jour l’emplacement de son foyer. Bassa infiltre le camp et parvient à libérer sa fille, mais, consciente qu'elles seront rattrapées tôt ou tard, elle demande à Furiosa de fuir seule pendant qu’elle les retient. Furiosa, refusant de l’abandonner, revient sur ses pas et assiste, impuissante, à la torture et à l’exécution de sa mère. Reprise par Dementus, elle devient témoin jour après jour de sa cruauté. Animée par l’espoir de retrouver un jour sa terre natale, elle se tatoue une carte astronomique sur l’avant-bras.
Au fil de son errance, Dementus et son convoi de Bikers croisent un War Boy blessé, qui leur révèle l'existence de la Citadelle tenue par Immortan Joe. Arrogant et sûr de lui, Dementus pense s’en emparer facilement grâce à ses plus d'un millier d'hommes, mais il est contraint de battre en retraite en constatant que les War Boys de Joe, retranchés en hauteur, sont des kamikazes fanatiques et difficilement atteignables. Loin de se décourager, Dementus parvient néanmoins à prendre le contrôle de Pétroville, qu’il menace de faire exploser si Joe ne lui fournit pas rapidement de l’eau et de la nourriture en échange du carburant du site désormais occupé. Conscient d’être pris au piège, Joe accepte la trêve, après des négociations tendues, et réclame en contrepartie Organic Mechanic, le médecin de Dementus, ainsi que Furiosa, dont il perçoit rapidement qu’elle n’est pas sa fille. Furiosa est alors conduite dans le quartier des femmes destinées à donner des héritiers sains (non mutants) à Immortan Joe. Une nuit, Rictus Erectus, l’un de ses fils, tente de l’enlever, probablement dans une intention de viol, mais Furiosa parvient à s’enfuir. Elle grandit ensuite dans la clandestinité. Réussissant à se distinguer, elle parvient à se faire remarquer et est promue par Scabrous Scrotus, le fils aîné de Joe. Sous l’identité secrète d’un jeune garçon muet, elle devient "crampon", puis gravit les échelons jusqu’à devenir mécanicienne — une "pouce-noire" — sur un nouveau porte-guerre conduit par le Prétorien Jack. La jeune femme prévoit d’y dissimuler une moto afin de s’enfuir lors d’un trajet vers Pétroville. Mais le convoi est attaqué par d’anciens membres de la horde de Dementus, désormais renégats. Seuls Jack et Furiosa survivent à l’assaut. Impressionné par son sang-froid et ses compétences, Jack lui propose de lui enseigner l’art de survivre dans les Terres Désolées, un apprentissage qui les rapproche peu à peu.
Quelques mois plus tard, le Major Kalashnikov, chef du Moulin à Balles (une ancienne mine de plomb à ciel ouvert où sont fabriqués armes et munitions), leur demande qu'Immortan Joe tienne un conseil de guerre sur la gestion désastreuse de Pétroville par Dementus. En s'y rendant pour obtenir de l'essence, Jack et Furiosa constatent que le chef de guerre n'arrive plus du tout à contrôler ses troupes et souhaite lui aussi un conseil de guerre. Allié à Kalashnikov, Joe ordonne à ses deux prétoriens de retourner au Moulin à Balles pour rapporter le maximum de munitions afin de lancer une attaque sur Pétroville et renverser Dementus. Jack et Furiosa s'y rendent et ont convenus de s'enfuir sur le chemin du retour, mais en arrivant, ils comprennent aussitôt que Dementus s'était déjà emparé de l'endroit. Après avoir causé des dégâts considérables, Jack et Furiosa s'enfuient mais sont rattrapés par Dementus ; à la suite d'un choc violent de leur voiture, Jack prend une balle dans l'épaule et le bras gauche de Furiosa est violemment brisé, écrasé par les roues du véhicule de Dementus. Encerclés, Jack est attaché à l'arrière d'une moto et doit courir s'il ne veut pas être dévoré par des chiens, tandis que Furiosa est attachée à une chaîne par son bras en lambeaux. Quelques heures plus tard, Jack, trainé en lutte, succombe finalement à la fatigue et à ses blessures, mais Furiosa a profité du bruit et de la poussière pour s'arracher le bout de son bras condamné et voler une moto pour retourner d'urgence à la Citadelle. Tandis qu'elle y parvient dans l'agonie, un bref plan montre Max Rockatansky debout à côté de son iconique voiture V8 Interceptor en train d'observer au loin la scène depuis un promontoire rocheux. La prise du Moulin à Balles déclenche alors la Guerre des 40 jours, où les forces de Joe et de Dementus s'affrontent quotidiennement.
Guérie et équipée d'une prothèse mécanique au bras gauche qu'elle a fabriquée elle-même, Furiosa se rend sur le champ de bataille où les hommes de Joe ont décimé ceux de Dementus qui, lui, a pris la fuite. Elle s'y rend d'abord, à l'aide d'un véhicule brinquebalant, mis à disposition par Chumbucket, un autre pouce-noir de la citadelle. Tandis que Rictus et Scrotus se disputent sans cesse pour déterminer qui des deux, part à la poursuite de Dementus, Furiosa profite de la situation pour dérober leur véhicule sous leur yeux, et se débarrasser du seigneur de guerre elle-même.
Se lançant à sa poursuite, elle réussit à le rattraper et tente de lui faire avouer ses regrets pour la mort de sa mère, mais ce dernier, insensible et sarcastique, refuse. La mort de Dementus est alors nimbée de mystère : selon le narrateur, elle aurait pût le tuer d'une balle dans la tête, le faire courir derrière sa voiture jusqu'à qu'il meure d'épuisement ou encore le torturer en l'attachant à un arbre, mais elle l'aurait en réalité emprisonné dans un coin secret, au dessus de la citadelle, pour y faire pousser un arbre (dont elle conservait le noyau depuis des années) utilisant les cellules humaines de son corps très affaibli pour grandir.
La dernière scène montre Furiosa emmener les « pondeuses », les femmes restantes d'Immortan Joe jusqu'au camion pour les y cacher, faisant ainsi le lien avec Mad Max: Fury Road. Des flashs de Mad Max: Fury Road s'incrustent également lors du générique de fin.

## Fiche technique
Sauf indication contraire, les informations mentionnées dans cette section peuvent être confirmées par la base de données cinématographiques IMDb,  présente dans la section « Liens externes ».
- Titre original : Furiosa: A Mad Max Saga
- Titre français : Furiosa : Une saga Mad Max
- Réalisation : George Miller
- Scénario : George Miller et Nico Lathouris, d'après les personnages crées par George Miller et Byron Kennedy
- Musique : Junkie XL
- Décors : Colin Gibson
- Costumes : Jenny Beavan
- Photographie : Simon Duggan
- Montage : Eliot Knapman et Margaret Sixel
- Production : Doug Mitchell (en), George Miller
- Sociétés de production : Kennedy Miller Productions et Village Roadshow Pictures
- Société de distribution : Warner Bros.
- Budget : 168 millions de dollars américain[1]
- Pays de production :  Australie,  États-Unis
- Langue originale : anglais
- Format : couleur — 2.39:1
- Genre : science-fiction post-apocalyptique, action
- Durée : 148 minutes
- Dates de sortie : 
  - France : 15 mai 2024 (Festival de Cannes) ; 22 mai 2024 (sortie nationale)
  - Australie : 23 mai 2024
  - États-Unis : 24 mai 2024
- Classification :
  - Australie : interdit aux moins de 15 ans (MA15+)[2]
  - États-Unis : interdit aux moins de 17 ans (R – Restricted)[3]
  - France : interdit aux moins de 12 ans lors de sa sortie en salles[4]

## Distribution
- Anya Taylor-Joy (VF : Lutèce Ragueneau ; VQ : Alice Pascual) : Furiosa
- Chris Hemsworth (VF : Adrien Antoine ; VQ : Martin Desgagné) : Dementus
- Tom Burke (VF : Sébastien Rajon ; VQ : Victor Naudet) : Praetorian Jack
- Lachy Hulme (en) (VF : Yann Sundberg ; VQ : Patrick Chouinard) : Immortan Joe / (VF : Serge Biavan ; VQ : Benoît Rousseau) : Rizzdale Pell
- George Shevtsov (VF : Philippe Catoire ; VQ : Marc Bellier) : l'Homme-Histoire (The History Man en VO)
- John Howard (VF : Patrick Messe) : le Mange-Personne (The People Eater en VO)
- Angus Sampson (VF : Loïc Houdré) : Organic Mechanic
- Nathan Jones (VF : Gilles Morvan ; VQ : Jean-François Beaupré) : Rictus Erectus
- Josh Helman (VF : Jérémie Bédrune ; VQ : Maël Davan-Soulas) : Scrotus
- Charlee Fraser (en) (VF : Laure Filiu) : Mary Jo Bassa, la mère de Furiosa
- Elsa Pataky : Mr. Norton / la générale Vuvalini
- Peter Stephens : le gardien de Pétroville
- Lee Perry (en) (VF : Jean Barney) : le meunier à balles
- Daniel Webber : un War Boy
- Alyla Browne (VF : Coralie Thuilier ; VQ : Dylane C. Henry) : Furiosa, enfant
- Charlize Theron : Furiosa (caméo scène finale lorsque Furiosa se dirige vers le porte-guerre)
- Jacob Tomuri (en) : Max Rockatansky dit « Mad Max »[5]

 Source et légende : version française (VF) sur RS Doublage et carton cinématographique du doublage français ; version québécoise (VQ) sur Doublage.qc.ca

## Production

### Genèse et développement

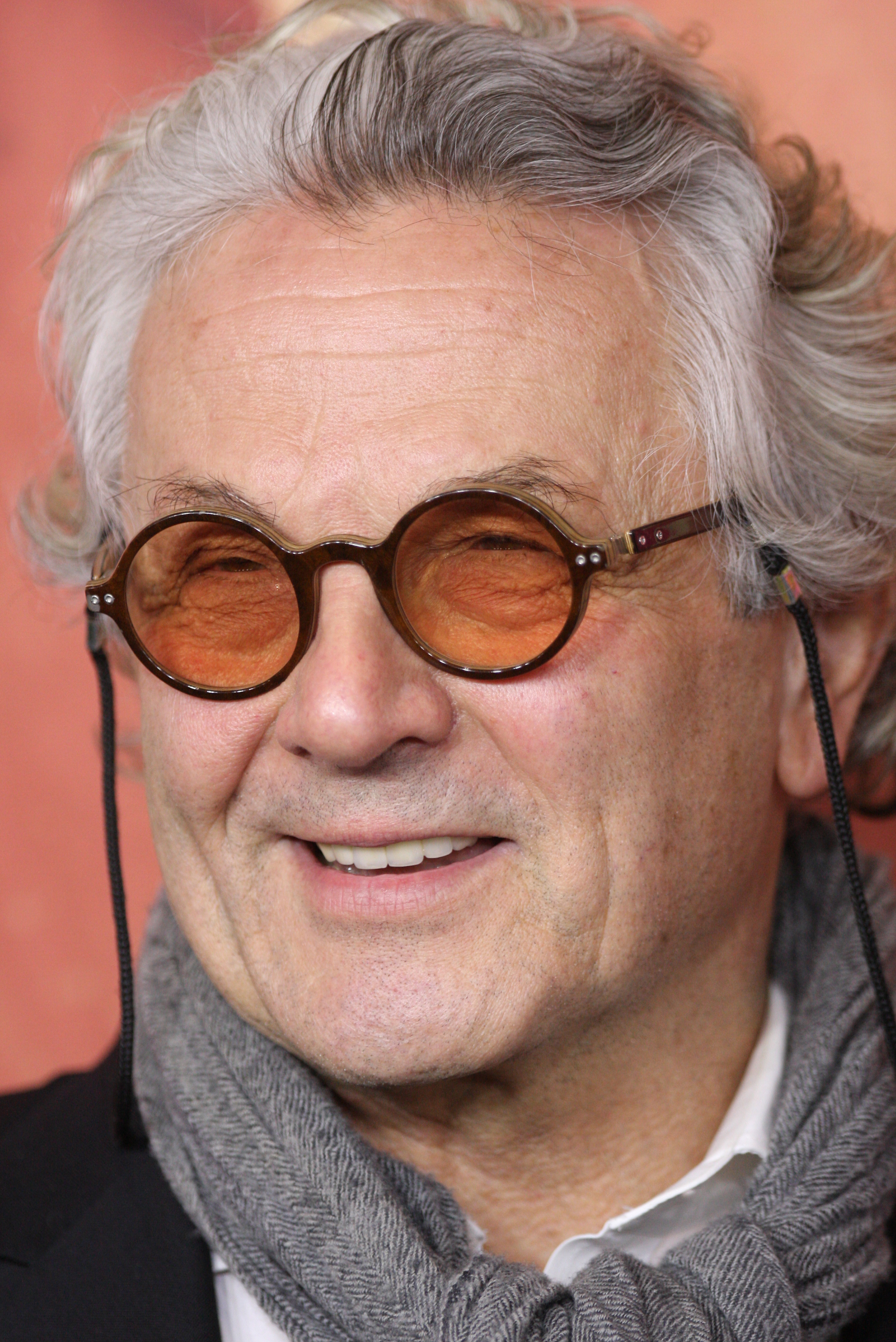
Le réalisateur George Miller.

Quatrième film de la série Mad Max, Mad Max: Fury Road sort à l'été 2015. Peu de temps après, il est révélé que Tom Hardy a signé pour un autre film. George Miller annonce un cinquième film, intitulé The Wasteland. Quelques mois plus tard, le cinéaste révèle que deux scénarios sont en développement et reste flou sur le retour du personnage de Furiosa, incarné par Charlize Theron dans Fury Road : « Elle n'est pas dans la [suite] de Fury Road, mais dans l'une de nos histoires, elle [interagit avec lui]. Je ne peux pas encore en dire beaucoup plus car nous sommes en plein travail. » Il est ensuite annoncé que ce cinquième film ne s’appellera finalement pas Wasteland. Alors que l'avancée du projet demeure incertaine, il est révélé en 2017 qu'un conflit financier oppose George Miller et Warner Bros., ce qui bloque l'avenir de la franchise Mad Max.
En 2019, George Miller se lance sur un tout autre projet, Trois mille ans à t'attendre. Alors que le conflit qui l'opposait au studio semble réglé, le cinéaste déclare alors : « Je n'en ai pas fini avec l'histoire de Mad Max ; je pense qu'il faut être multi-tâches, et qu'il y aura certainement un autre Mad Max après ce film. On a commencé la pré-production. C'est une question intéressante d'ailleurs, cet aspect du multi-tâches. [...] Lorsque vous êtes tellement absorbé et concentré sur une chose, le fait de travailler sur autre chose en même temps fait un peu l'effet d'une récréation. Ça vous aide à mener à bien votre objectif, garder une certaine fraîcheur à chaque fois. » Il est précisé que ce cinquième film sera une préquelle centrée sur Furiosa.
Plusieurs membres de l'équipe technique de Mad Max: Fury Road sont de retour pour ce film, dont la monteuse Margaret Sixel, la costumière Jenny Beavan et le chef décorateur Colin Gibson,. En janvier 2022, il est annoncé que Simon Duggan officiera comme directeur de la photographie.

### Attribution des rôles
La décision de George Miller de trouver une nouvelle actrice pour Furiosa vient de ses visionnages de Gemini Man et The Irishman, qui l'ont convaincu que la technologie de rajeunissement numérique ne donnait pas un résultat satisfaisant à ses yeux. En mars 2020, il est révélé que le réalisateur George Miller réalise des auditions via Skype. Le nom d'Anya Taylor-Joy est évoqué, tout comme ceux de Jodie Comer et Richard Madden. En octobre 2020, il est précisé que le film est en développement avancé et qu'Anya Taylor-Joy est officiellement confirmée dans le rôle de Furiosa. Le réalisateur George Miller avoue avoir choisi Anya Taylor-Joy pour le rôle-titre après l'avoir vue dans un montage provisoire de Last Night in Soho (2021) d'Edgar Wright. Chris Hemsworth et Yahya Abdul-Mateen II sont ensuite annoncés. Finalement, ce dernier quitte le film en novembre 2021, pris par d'autres projets. Il est remplacé par Tom Burke.
Après le décès de Hugh Keays-Byrne en 2020, Miller a pensé d'abord ne pas faire réapparaitre le personnage d'Immortan Joe qu'il interprétait, avant de confier le rôle à Lachy Hulme (en), un acteur australien prolifique mais peu connu hors de l'Australie, et originellement choisi pour incarner Rizzdale Pell, un des hommes de main de Dementus ; une fois sur le plateau de tournage, Hulme a proposé de reprendre le rôle en mémoire de Keays-Byrne, en plus du rôle de Rizzdale Pell.

### Tournage
Le film obtient un important crédit d'impôt pour être tourné en Australie (environ 175 millions de dollars). La production dépenserait ainsi 233 millions dans le pays, soit un record pour un tel projet en Australie. Plusieurs dates de tournage sont évoquées. En mai 2022, Deadline.com rapporte les propos de George Miller — alors en plein festival de Cannes pour y présenter Trois mille ans à t'attendre — que la seconde équipe est déjà à l’œuvre en Australie, avant le début du tournage principal prévu plus tard. En mai 2022, les prises de vues débutent ainsi à Hay, puis à Silverton, Sydney ou encore Broken Hill.
Le tournage avec l'équipe principale débute officiellement le 1er juin 2022 et devait se terminer en septembre. Toutefois le tournage s'est officiellement terminé le 28 octobre 2022.

### Musique
En février 2021, le compositeur Junkie XL, qui avait déjà composé la musique de Fury Road, a confirmé son retour pour Furiosa.

## Sortie
Initialement prévu pour 2023, il est annoncé en septembre 2021 que le film sortira finalement le 24 mai 2024 aux États-Unis.

### Accueil critique
Selon France TV info, « la saga prend un nouveau jour tout en restant dans les clous » grâce à un casting à la hauteur, à l'univers visuel très inventif et à la réalisation dynamique. Le quotidien Libération salue une « suite rutilante et à la hauteur » du précédent film, Mad Max: Fury Road. Dans Le Monde, Jacques Mandelbaum estime au contraire que le film, malgré une débauche d'action, ne « retrouve pas l'allant » du précédent film. Le magazine Télérama, qui chronique le film lors de sa projection au Festival de Cannes 2024, fournit deux critiques aux avis divergents. Samuel Douhaire livre un avis favorable à ce « blockbuster à l’ancienne, sans trop d’effets numériques », dont il apprécie les scènes d'action et la performance de l'actrice principale. Marie Sauvion apprécie l'évocation de l'enfance du personnage, mais a été lassée par l'accumulation des courses-poursuites.
En France, le site Allociné propose une moyenne de 4⁄5, d'après l'interprétation de 33 critiques de presse.

### Box-office
| Pays ou région        | Box-office      | Date d'arrêt du box-office | Nombre de semaines |
| --------------------- | --------------- | -------------------------- | ------------------ |
| États-Unis,           | 67 475 791 $    | 11 juillet 2024            | en cours           |
| France,               | 947 959 entrées | 24 juillet 2024            | en cours           |
| Australie,            | 6 659 464 $     | 30 juin 2024               | en cours           |
| Total hors États-Unis | 105 300 000 $,  | 30 juin 2024               | en cours           |
| Total mondial         | 172 775 791 $,  | 11 juillet 2024            | en cours           |

Au 27 juin 2024, Furiosa : Une saga Mad Max a rapporté 66,7 millions de $ aux États-Unis et au Canada, et 102 millions de $ dans d'autres territoires pour un total mondial de 168,7 millions de $,. La performance du film au box-office a été considérée comme une déception commerciale. Les critiques et les experts du cinéma ont noté que l'attrait limité de la franchise en général et des préquelles en particulier, a contribué aux mauvaises performances au box-office,.
Variety a rapporté que les initiés de l'industrie estimaient que Furiosa devait gagner entre 350 et 375 millions de dollars pour réaliser des bénéfices et qu'il finirait par perdre 75 à 95 millions de dollars pour le studio et ses co-financeurs. Cependant, un porte-parole de Warner Bros. a affirmé que le film avait un seuil de rentabilité inférieur. Jusqu'à la moitié du budget du film était couverte par le gouvernement de Nouvelle-Galles du Sud et les gouvernements fédéraux australiens.
Aux États-Unis, les 32,3 millions de $ de recettes brutes de Furiosa au cours de son premier week-end de quatre jours ont été décrits comme « décevants », car les analystes de l'industrie avaient prévu 40 millions de $ au cours de cette période, Sur ces 32,3 millions de $, le film a rapporté 10,4 millions de $ le premier vendredi, dont 3,5 millions de dollars estimés pour les avant-premières du jeudi soir, ce dernier étant similaire aux 3,7 millions de $ réalisés par Fury Road,. Bien que Furiosa ait été le film le plus rentable pendant le week-end du Memorial Day, battant Garfield : Héros malgré lui et Sight, ce week-end a enregistré les recettes totales au box-office les plus faibles depuis 1995, et Furiosa a été le film le moins rentable à terminer premier au-dessus du Memorial Day depuis Casper (22 millions de $ avant ajustement de l'inflation, également sorti en 1995),,,.

## Distinction

### Sélection
- Festival de Cannes 2024 : hors compétition[53]